# Camanastus
Camanastus is een geslacht van hooiwagens uit de familie Zalmoxioidae.
De wetenschappelijke naam Camanastus is voor het eerst geldig gepubliceerd door Roewer in 1949. 

## Soorten
Camanastus omvat de volgende 2 soorten:
- Camanastus australis
- Camanastus insularis